# ベルリン王立磁器製陶所
ベルリン王立磁器製陶所（Königliche Porzellan-Manufaktur Berlin GmbH; KPM Berlin）は、1763年9月19日にプロイセン王フリードリヒ2世（大王）によって創立されたドイツの陶磁器メーカーである。製品マークは、ブランデンブルク選帝侯の紋章に由来するコバルトブルーの王笏で、すべての製品に付けられている。さらに、装飾が施されたKPMの磁器には全て、絵職人のマークと絵付けマークが描かれている。KPMは、今日でも工場制手工業である。すべての磁器（食器セットとフィギュア）は手作りで、装飾画はフリーハンドで描かれている。

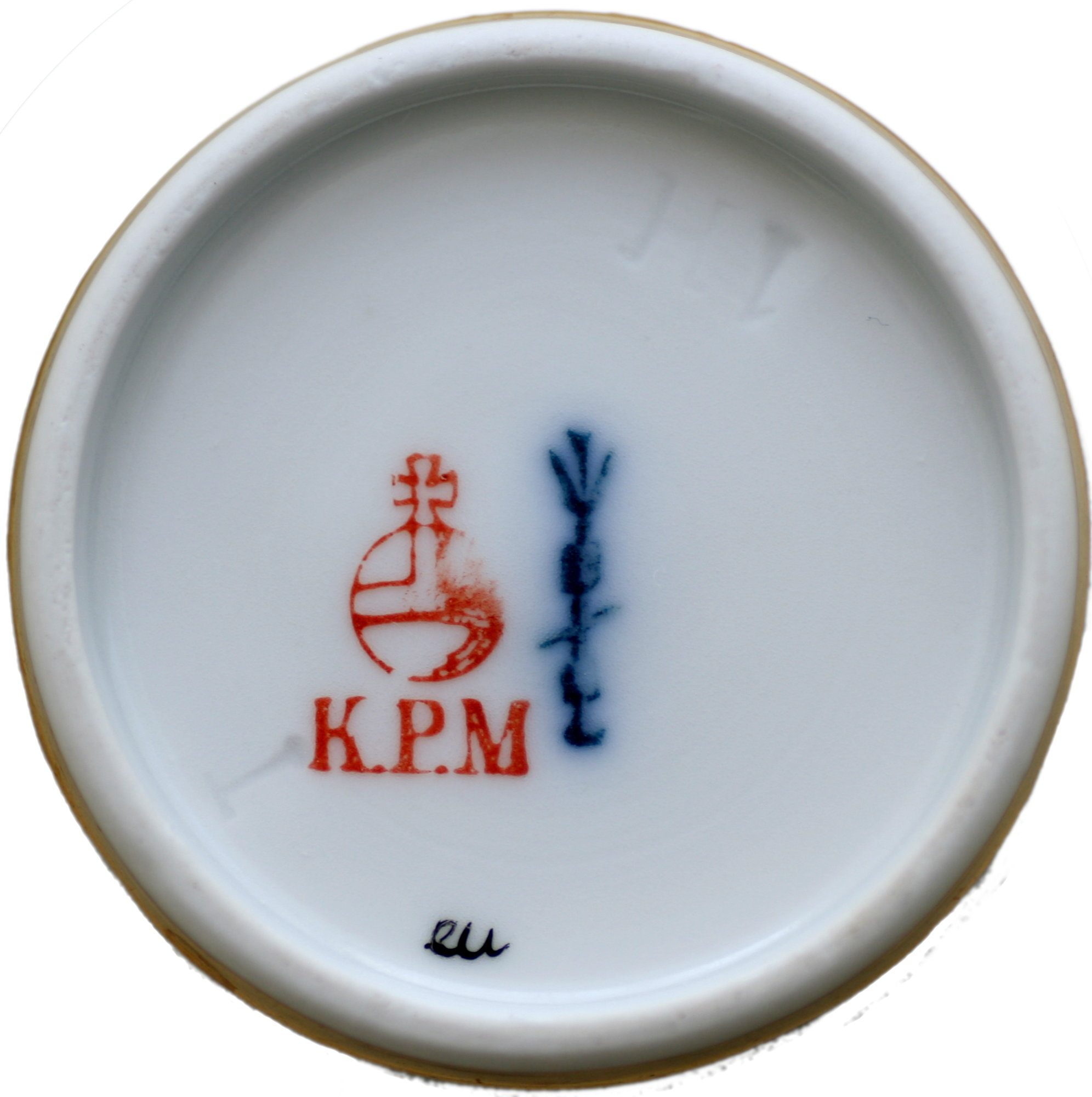
KPMのマーク

## 製品
KPMは、その歴史の中で多数の食器セットとフィギュアの磁器を作り上げた。今日までに製陶所は、なおも増加中であるが、15万型以上のレパートリーを作り上げてきた。創立以来変わらずに日常生産されているものもある。
- 食器一式
現在10様式の食器セットを製作している。フリードリヒ大王が宮殿のために注文したロココ様式のロカイエ、ノイツィラート、ノイオジールがある。新古典主義、アール・ヌーボー、バウハウス、そして現在の作品である。
- ブレスラウ市街の宮殿のために、KPM造型マイスターのフリードリヒ・エリアス・マイヤーが1767年に古典の装飾を志向しデザインした（フリードリヒ・ヴィルヘルム4世によってロカイエと名称を変えた）。その形は、クラシック様式を模倣した柱の束で囲まれ、造形のロカイエ（貝）を模したものが描かれ、その間に花が描かれている。この4面は、皿の縁側の4つの格縁から内側の水平面まで広がっている。王の希望により、ブレスラウ市街の宮殿のために金縁のアンティークな装飾と青のモザイク更に自然な花と花飾りを描いている。ポツダム市街の宮殿のために王は、同じ型でロカイエなしの、縁の周りが黄色の磁器を注文した。ベレブー宮殿での連邦大統領の祝宴では、金の縁で金の鷲の紋章入りのロカイエの皿で来賓をもてなしている。
- ポツダムの新宮殿のため、1765年にレリーフ装飾の食器セットがデザインされた。2年後、この食器セットは、ノイツィーラット（新装飾、Neuzierat）と呼ばれ、フリードリヒ大王のお気に入りとなった。なめらかな部分との調和のとれた関係の中、このデザインは葉蔓、茎状の線、貝に見える模様（ロカイエ模様）で覆われている。変わらないのは、フリードリヒ大王が好んだ柔らかい青、フランス語でbleu mourant（無くなりそうな青）であり、これを1784年から使っている。
- 1770年にノイオジール (Neuosier) がデザインされた。フランス語でオジール (Osier) とは柳の枝で編んだものの意味で、このようにレリーフを個性的に感じられる。容器の大きさや皿の平面は、弧を描いている格縁により決まる。ポットと皿の取っ手や蓋付きの鉢やラグー用碗の取っ手は、枝にならって作り上げた。1790年に王太子時代のフリードリヒ・ヴィルヘルム2世のため、手の込んだ花束と金の木の葉模様の装飾のついたノイオジールを作り上げた。国王即位後に宮廷食器として使われた。
- クアランド (Kurland) は、1790年にヨハン・カール・フリードリヒ・リーゼがデザインした。これは、クールラント公ペーター・フォン・ビロンの、新古典主義での食器セットの注文依頼によるものである。このクラシックなかどをもったクアランドは、19世紀に依頼者へ敬意を表してクアランドと名前を変えた。KPMの食器シリーズの中で70以上と一番多い用途ごとの食器であり、最も成功したシリーズである。見本として、英国の銀製品は、古典的な織物を掛けたような、そして卵のような飾りや真珠のような縁のレリーフの型に役立った。250周年記念にKPMは、新しい2つのクラシックモデルを作り上げた。クアランド・ブランコ・ノヴォでは、レリーフの縁はグラス質を落とした磁器から出来ている。装飾を強めたヴァージョンとしてクアランド・ロイヤル・ノアがあり、黒のバックグラウンドに24金からなる金の点景が付けられている。
- 1912年にテオドール・シュムッツ・バオディスがKPM150周年記念のためデザインした。今日でも製作されている型Ceresセレスは、後期アール・ヌーボーの豊かさや贅沢さへの敬意でもある。果物と穀物の穂であふれる豊饒の角がファンタジー豊かなレリーフ装飾を形造っている。
- 1930年代で成功した食器デザインは、トゥルーデ・ペトリがデザインしたウルビノ (Urbino) 、アルカディア (Arkadia) とFeldblume auf Bord（道端の野の花）である。新即物主義の様式の中で1931年に完成した食器セット、ウルビノは、1937年のパリの博覧会でグランプリを獲得した。円と球を基にしたデザインの機能性は、スープ鉢に見られる。蓋は、平皿に使える。現代美術の古典としてウルビノは、常設でニューヨーク現代美術館に展示されている。これは、一番販売数の多いKPMのシリーズである。
- KPM175周年記念を祝して、1938年食器セット、アルカディア (Arkadia) が生まれた（最初はティーセットのみのシリーズであった）。1940年のFeldblumenrelief auf Bord（道端の野の花）のレリーフのデザインも両者とも新即物主義を基としている。ペトリが生んだアルカディアに、ジークムント・シュッツがギリシャ神話をもとに夢の国アルカディアを示すメダル絵を考案した。同じ型の器に2年後、ゲルハルト・ゴルヴィッツァーは、草、野の花、虫のレリーフのある道端の花を作り上げた。1990年以降ウラーニア (Urania) の名でレリーフ装飾なしの種類を含め、アルカディア型が提供されている。
- 1996年、エンゾ・マリとKPMが協力して食器セット、ベルリン (Berlin) が生み出された。これは、1998年にIFデザイン賞を受賞した。窪みと縁をもつ皿の鉢の構造を使い重ねた皿や鉢は、花が開く段階のように見える。この食器シリーズは、個々の部分を変えたりするコンビネーションが可能である。

### フィギュア磁器
過去250年のKPMのマイスターの作品の中で、様々の様式のフィギュアが生まれた。新古典主義の中のベルリン磁器芸術の至高は、1796年のヨハン・ゴットフリード・シャドウのデザインによるお姫様の行列である。1795年に王家の二重の結婚式を契機に作られた立像が、様式的に見て新時代の始まりの作品としてみなされている。動物の像はKPMの歴史において初期から重要であった。ロココでは、光と影で演出された工夫や技やまた写実的な点景により動物のフィギュアが自然の芸術的な模写に見える。数多くの動物のフィギュアのデザインが製作所の初期の時代から今日まである。例えば1765年のジョヴァンニ・バッティスタ・ペドロッツィ作の明るい青と青緑色のカワセミなどがある。1920年代には、トミー・パルツィンガーがKPMのためにアート・デコの様式でユーモア強調した犬とウサギのフィギュアを生み出した。最近の動物のフィギュアのデザインには、白熊クヌート、ユナイテッドバディーベア、カバ（クナウチェケ Knautschke）などがある。

### 花瓶
すべての時代様式の中で重要な芸術家は、KPMのために花瓶をデザインした。それらの多くはクラシックなものでも時代を感じさせない。新古典主義の時代から多くの花瓶のデザインは、カール・フリードリヒ・シンケルに由来する。1818年に生まれたトランペット型の花瓶や1820年に生まれたFidibusフィディブス型花瓶がある。1931年、芸術職業学校ブルク・ギービヒェンシュタインとの協力により生まれたバウハウス陶芸家マルグリート・フリードレンダーのハレ型花瓶は、完全な形の具現化であった。楕円と円錐という基本形からフリードレンダーは、7つの均衡のとれた花瓶を作り上げた。その一つがニューヨーク現代美術館の常設展示されている。形と機能というバウハウスにより追及された共生テーマは、1930年から1968年までKPMのデザイナーである、トゥルーデ・ペトリによる多くの花瓶デザインに見いだされる。1967年に生み出された角ばったCadreカドレ型の花瓶は、1930年のウルビノシリーズの茶入れと関連がある。

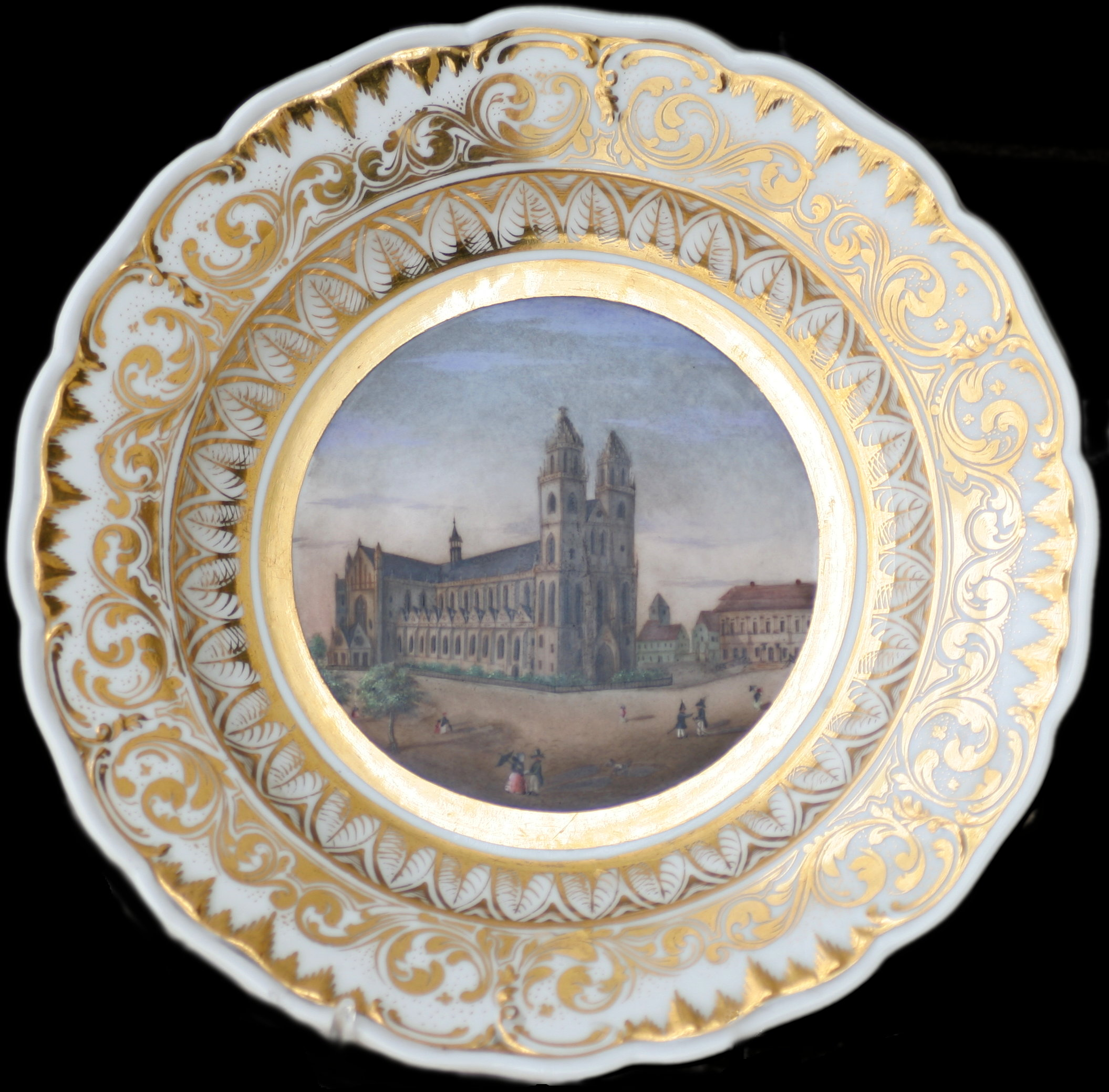
1844年 平皿 マクデブルク大聖堂所有
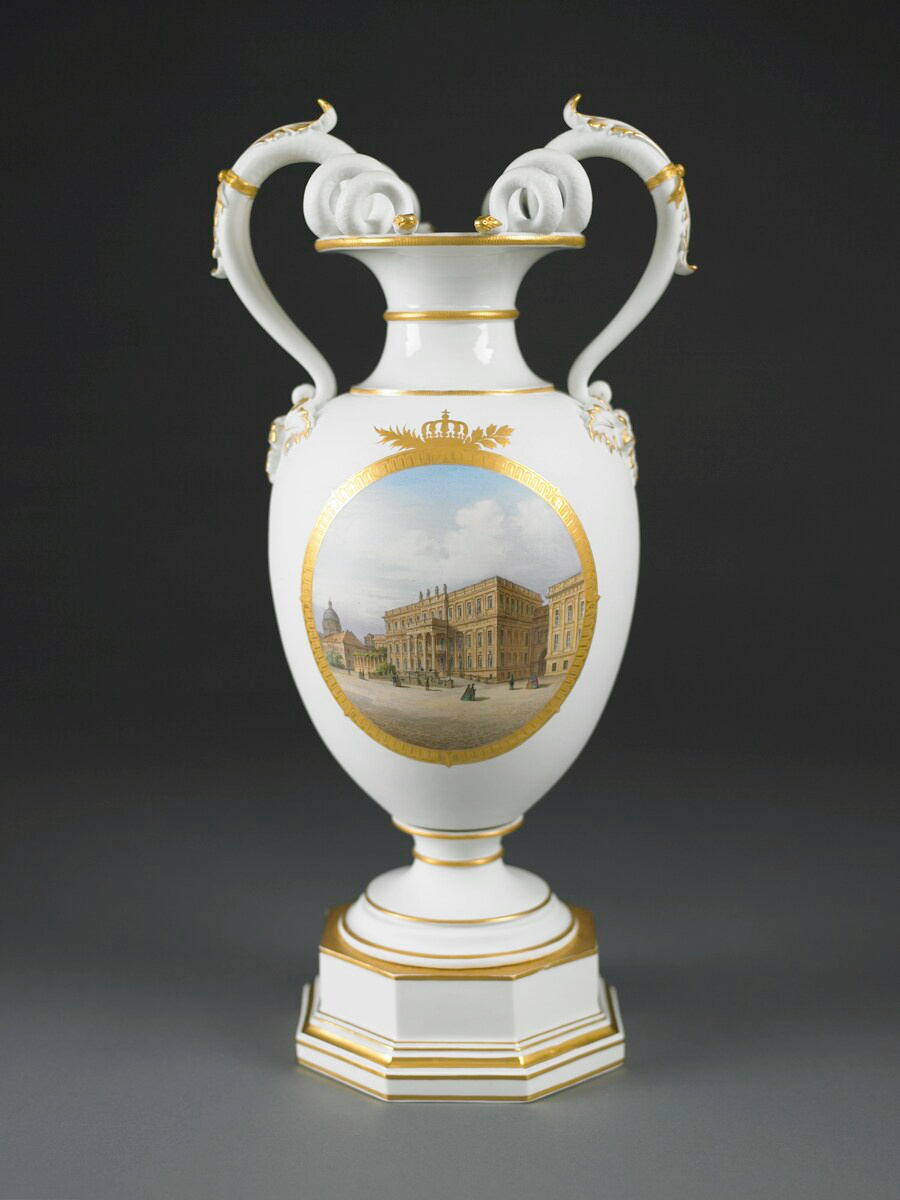
Vase, produced c. 1860. Located at バーミングハム美術館所有
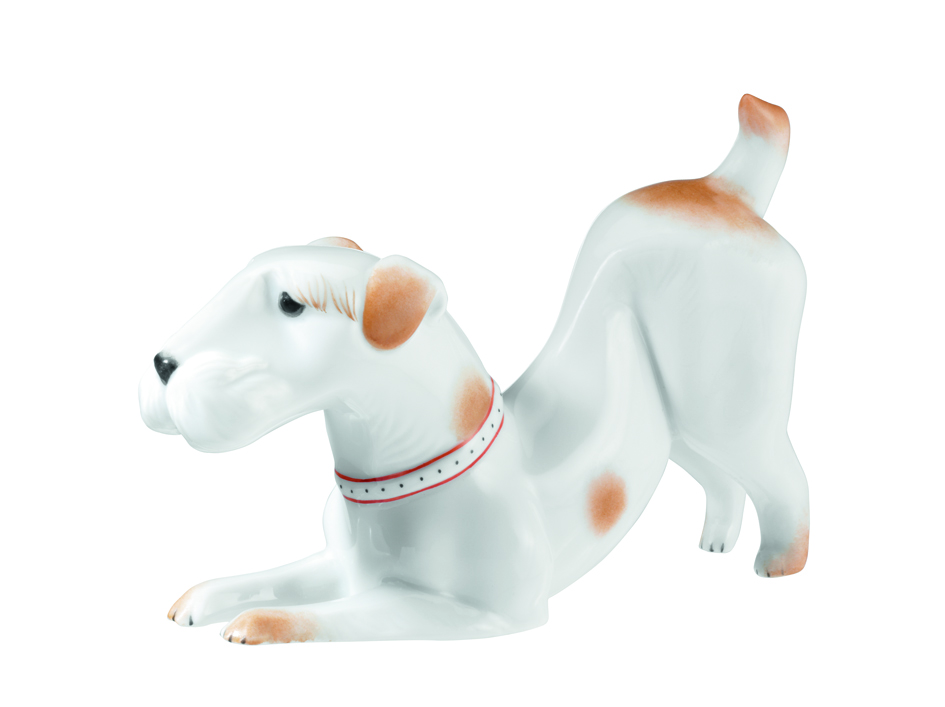
KPM　巻き毛のテリアと遊んでいるところ
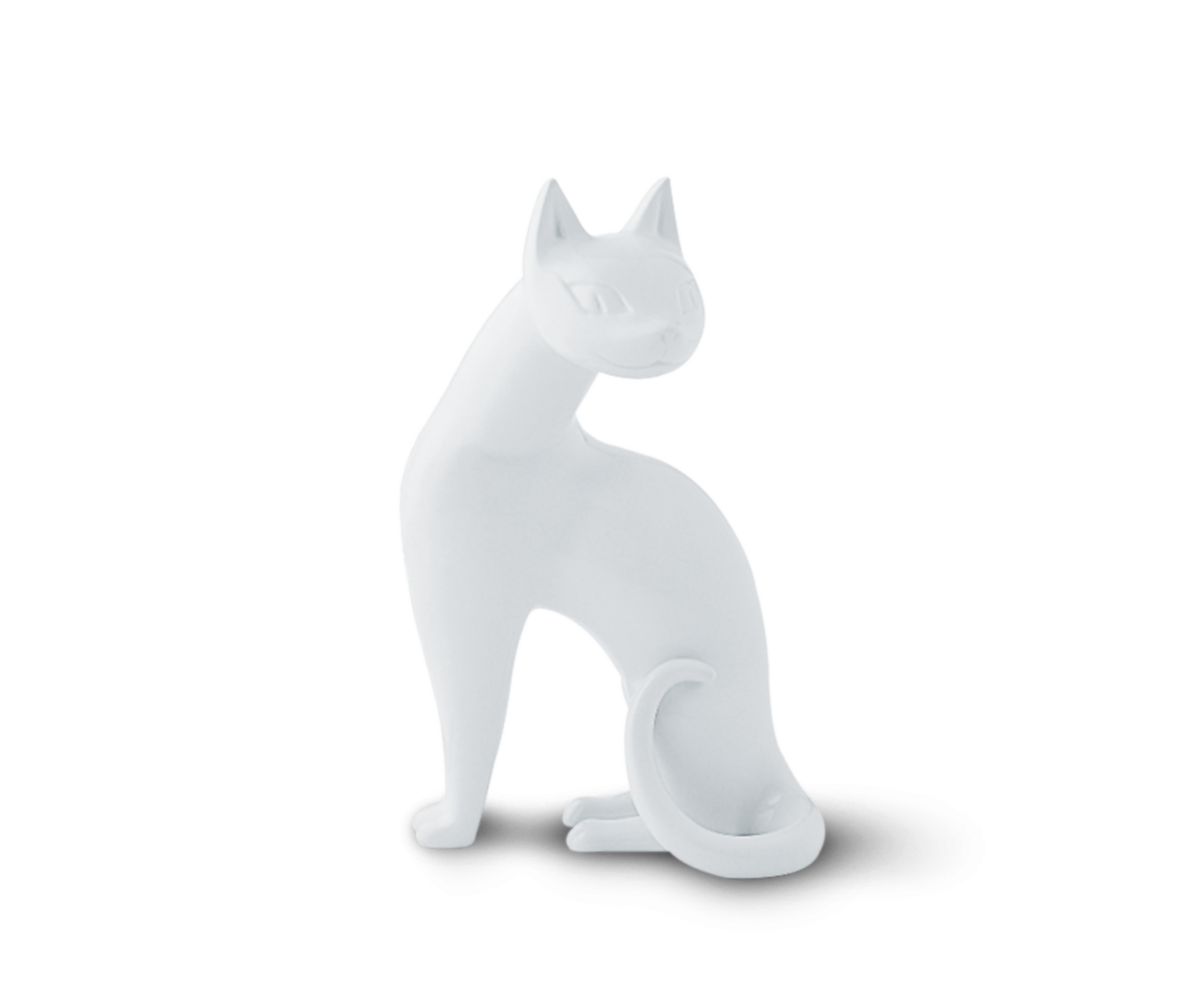
猫　座っているところ
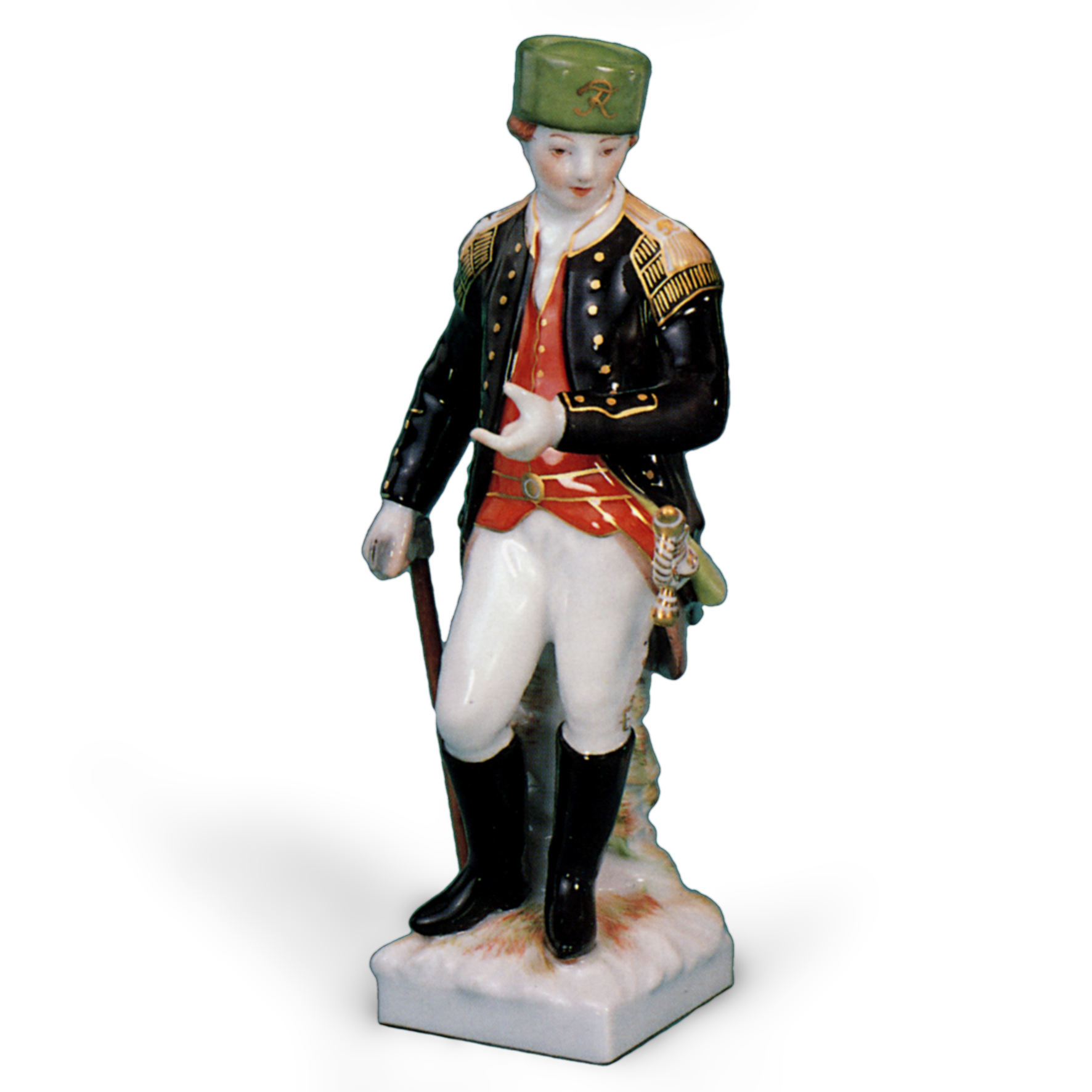
プロイセン鉱山者のフィギュア

## マーク

### 王笏のマーク
フリードリヒ大王は、1763年9月19日にベルリンの商人ヨハン・エルンスト・ゴツコフスキーから製陶所を取得した時に、王室の製作所としての特権と並んでブランデンブルク選帝侯の紋章からコバルトブルーの王家の笏を製品マークとして与えた。磁器の目印は、焼成から釉薬付の前の段階で付けられる。磁器の上に青い王笏の書き、釉薬を塗る前に製陶所の厳しい品質条件に適ったものか検査する。その後、釉薬をつけ焼く。この時、王笏のコバルト色が釉薬と強く結びつく。2番に選別される磁器は、王笏に線が引かれ、絵付けは基本的にはなされない。このマークを模造品から守るため、マークはたびたび変えられてきた。例えばセルブに疎開していた時期、1944年から1957年までは、王笏にSを付けている。

### 絵付マーク
1803年以来、装飾された磁器はさらに絵付マークを付けることとなった。それで絵付けの正当性を証明している。今日この印章は、王笏の隣に帝国宝珠の形で為されている。装飾の種類により様々な色でマークされている。赤の帝国宝珠が付いている磁器は、花の絵付がなされている。しかし色彩豊かに装飾したフィギュアと風景画の絵付も赤い印が押される。緑色の帝国宝珠が押されているのは、磁器が花の絵付をされていないものである。例えば金やプラチナでの枠付や平たい色彩装飾やモノグラムである。青の帝国宝珠は、鮮明な火のように赤い色の装飾である。この色は、非常に高い温度で焼かれているので溶け込んでいる釉薬の中に色彩が沈み食器洗浄機にも対応している。

### 絵付職人のマーク
KPMでは、すべての絵付装飾は手作業で為されている。磁器絵付け師は、装飾の委託の範囲内で花や風景の図柄のようなモチーブを自由に解釈できる。最後に絵付け師が高台内にサインを施す。それは、この世でたった一つのものであり、各々の絵付け師が個人のサインをする。さらに様々な絵付け装飾に番号をつける。

## 歴史

### 始まり
1763年にKPMが創立される前に, 18世紀半ばに王家の資金で白い金と言われる磁器をベルリンで製作しようと2回試みられた。最初の挑戦は、ベルリンの商人であり毛織物工場主のヴィルヘルム・カスパー・ヴェーゲリーによるものであった。彼は、1751年フリードリヒ大王からベルリンで王立磁器製陶所を建てる特権を得た。さらに大王は、必要な原料への無税の特権と競争相手の排除を保証した。1753年にヴェーゲリーは、像製作者エルンスト・ハインリッヒ・ライヒャルトが製陶所に入ったことで芸術家的なアクセントを得た。彼によるデザインは、特にフィギュアの磁器、例えばロココ様式の天使像、寓喩的な表現、紳士と淑女に表れている。しかし7年戦争と技術的な困難によりヴェーゲリーは、磁器製作を挫折した。1757年にヴェーゲリーは、ベルリンの商人ヨハン・エルンスト・ゴッツコフスキーに道具、資材、材料を譲渡した。ゴッツコフスキーは、1761年にフリードリヒ大王の願いに基づき磁器製陶所を取得し拡大させまた。像製作エルンスト・ハインリッヒ・ライヒャルトは、磁器製造の秘密を保持していた。ゴッツコフスキーは、ライヒャルトと以下の契約を結んだ。まず製法の秘密を4,000ライヒターラーでそして磁器の在庫分と他の素材を3,000ライヒターラーで譲渡した。更にライヒャルトは、契約に基づきゴッツコフスキーのもと調合者かつ製作管理者として働くこととなり、ライヒャルトの8人の従業員を吸収した。プロイセン王に認められて庇護されているゴッツコフスキーは、プロイセン軍が占領しているザクセンの重要な芸術家や作業者をスカウトすることに成功した。ゴッツコフスキーは、ケンドラーの弟子フリードリヒ・エリアス・マイヤーと像製作マイスターとしてカール・ヴィルヘルム・ボームと絵付け監督として契約を結んだ。最初の工場長としてヨハン・ゲオルゲ・グリーンニンガーが就いた。ベルリンのライプチガー通り4番地に製作能力を持った製陶所が数か月間のみ活動出来たが同時にゴッツコフスキーが財政的苦境に陥った。と言うのも7年戦争により国家財政不安のため全く国家から補助がなかったのである。ゴッツコフスキーは、1763年に生産を停止せざるを得なくなった。今日では、ヴェーグレーのWやゴッツコフスキーのGと製品マークの付いた磁器は稀で収集家の間では有名である。

### 創立
フリードリヒ大王は、1763年9月19日に225,000プロイセンライヒスターラーでこの会社を取得した。一つには、名声のあるベルリンの商人を倒産から救うこと、もう一つは、王にとって大切なものとなっていた会社を早期に終了させないためでもあった。フリードリヒ大王による取得から王室磁器製作所ベルリンの成功の歴史が始まった。王は、146名の従業員はすべて受け入れ製陶所に名前と製品マークを与えた。選候王ブランデンブルクの紋章から王家の笏。製陶所は、王立磁器製陶所ベルリンと名付けられ見本工場となった。従業員は、規則正しい労働時間で働き平均以上の収入を得、自社の健康保険で保障され年金も支払われた。ここでは、年少者を働かせてはいなかったし残された妻や子供に対しも保障があった。作業手順も合理的になり技術も完璧となっていった。

### ロココ式
フリードリヒ大王みずからが冗談を交えて一番の顧客でもあった。1763年から彼が亡くなる1786年まで大王は、KPMの磁器を200,000ライヒスターラー分の注文をし、彼所有の城のため21種類もの様々な食器類セット注文した。この食器類セットは、通常36人分のセットと500個ぐらいの様々な花瓶、ソース皿、大皿や芸術的なフィギュアのセンターピースからなる。その形や 色彩は、屋内の内装に合わせられた。大王が1765年にポツダムの新宮殿のために注文した最初の宴会食器は、レリーフの装飾であった。ロココ式のスタイルの型、Neuzierat（ノイツィーラト）は、像製作者フリードリヒ・エリアス・マイヤーが作り上げた。その後も王のために食器類デザインを作り上げていった。金箔のロカイと花の格子垣からなるレリーフの装飾は、新しい宮殿の天井装飾にあわせてある。今日でも食器セットNeuglatt（ノイグラット）、古典的な装飾 (今では、Rocailleロカイと呼ばれる) と Neuosier（ノイオジール）は、生産されている。4年の開発期間の後1784年に新しい色彩 Bleu mourantブルーモラン (死んだ青)が出来た。これは、フリードリヒ大王が好んだ青で、サンスシー宮殿の私室の青に合せた食器セット、ノイツィーラトであった。KPMの所有者として大王は、外交の手段としてこの白い金を使った。彼の外国への贈り物の多くは、製陶所のものであった。ロシアの皇帝の宮殿や欧州列強の王家にKPMの製品が多々見られる。

### 新古典主義
フリードリヒの後を甥であるフリードリヒ・ヴィルヘルム2世が継ぎ、この製陶所がプロイセンの中で先進的技術をもつ製作所になった。新王は、所有者であるがKPMに注文した磁器を利益を含み支払請求することになった。製作所は、恒常的に財政的に上向きになった。1787年から平均的な利益は、年間40,000ターラーになった。フリードリヒ大王の崩御後、プロイセンの中で様式が変わっていった。ロココの遊びのある様式が、新古典主義の明確なラインに代わった。この様式において今日でも製造されている食器セットKurland（クアランド）がある。当時の有名な芸術家カール・フリードリヒ・シンケル、ヨハン・ゴットフリード・シャドウとその弟子クリスチャン・ダニエル・ラオホがKPMのために花瓶やフィギュアをデザインしたものである。とくに有名なのは、ヨハン・ゴットフリード・シャドウ作のプリンセスの一団である。19世紀前半において著名な欧州の磁器製等所の中でKPMは、光景または風景画の磁器でリードしていた。有名なところでは、カール・ダニエル・フレダンクがいる。彼は、1832年から製作所長のジョージ・フリードリヒ・クリストフ・フリックのもと、ベルリンとポツダムの美しい風景のシリーズをデザインした。国王からの贈り物として彼による画装飾の花瓶や食器セットは、欧州の宮廷へ新しいベルリンのイメージを形成した。今でもKPMによって当時の風景画の芸術を当時の水準で再製作している。

### 新製作所
1867年にフェルナンド・ヘルマン・グスタフ・モッラーが製陶所所長代理となり、そして翌年所長となった。ライプチガー通りがプロイセンの州議事堂となるためティアガーデンのヴェーゲリー通りに移転した。新しい場所では360,000ターラーも掛かったがシュプレー川沿いにあるために船で原料や製品を配送しやすい利点があった。KPMは、技術の面から窯業のなかでは革新的な功績を常に挙げてきた。19世紀後半に発明と技術的な革新がつよく表されている。1878年以来製作所は、化学技術試験所と連携した。試験所所長ヘルマン・アウグスト・セーガーは、数々の新しい型と色彩のレパートリーをもたらした。1880年、セーガーは、セーガー磁器と言われる軟質磁器（カオリン含有が50%以下）を開発した。中国の陶磁器に刺激され新しい色彩釉薬が誕生した。例えば牡牛の血の色の釉薬、青磁用釉薬、結晶釉薬と釉薬がけ. 新しい芸術的な表現の型を創造した。さらにセーガーあとの時代様式、アールヌーボーへの道しるべでもあった。試験場は、更に陶磁器の分野で新しい研究を進めた。1899年に磁器用液体粘土を製造に成功した。これにより今まで個体粘土から型を作り、削った作業をなくすものだった。

### アールヌーボー
1886年にアレキサンダー・キップス教授は、芸術部門の責任者として任命された。1908年にテオ・シュムッツ=バオディスが製陶所の芸術部門の責任者となった。釉薬の下の装飾を促し新しい型を開発した。このことでKPMは、国際的な展示会で大きな賞賛を得た。彫刻家アドルフ・アンベルクの結婚式の行列はもっとも重要なベルリンのアールヌーボー様式の磁器である。プロイセン王子フリードリヒ・ヴィルヘルムとセシリア・メクレンブルク-シュベリンとの結婚のためアンベルクは1904年に様々な飾りからなる銀の卓上飾りをデザインしたが、この計画は頓挫した。それは、ギリシャ神話を題材にした雄牛の上の裸体の女神エウロペがあまりにも肌を見せすぎるということが理由であった。シュムッツ=バオディスは、このデザインの芸術性を見出したので1908年に磁器での製作思い立った。1910年KPMは、この結婚式の行列を発表しブリュッセルの万博で金メダルを受賞した。1918年に王制が終了しKPMは、国営磁器製陶所ベルリンになった。しかしKPMの社章と王笏はそのまま保持された。

### バウハウスと新即物主義
1925年1929年まで、ニコラ・モウファングがKPMベルリンの芸術部門責任者であった。新製陶所所長ギュンター・フォン・ペッヒマンのもとドイツ工作連盟とバウハウスの理念が1929年から製作所の芸術的仕事に影響を及ぼした。その目的は、日用磁器の時代に合った本質的な形であった。この時代の芸術家、ゲルハルト・マルクス、マルグリート・フリードレンダー、トゥルーデ・ペトリらは、モダンな磁器成型を行なった。有名なデザインは、ペトリによる食器セットUrbinoウルビノや芸術学校ブルク　ギービヒェンスタインとの協力でフリードレンダーによるハレ型の花瓶である。
1930年代のナチスによる政権掌握は、KPMの芸術家にひどい結果をもたらした。フリードレンダーは、ユダヤ人であるが故に出国を強制され、ルートヴィヒ・ギースとゲルハルト・マルクスは、同僚に対する忠誠心から教卓から去り出展禁止の処分を受けた。教卓を追放された芸術教育学者であり画家であり、作家であったゲルハルト・ゴルヴィッツァーは、1941年に芸術部門の責任者となった。
第2次大戦中製陶所は、1943年11月22日と23日の空襲により生産を停止しなければならなくなるほど被害を受けた。1943年12月は磁器用粘土の仕事をして1944年1月は非常時生産の形で動き始めた。

### 新しい道
戦後KPMはバイエルン州フランケン地域のセルブに疎開した。フランケンから日用磁器と装飾磁器を市場に送り出した。1957年工場修復後歴史的な場所、ベルリンのティアガルテンに移した。市議会分会決定を受け1988年に有限会社KPM王立磁器製陶所GmbHとなった。1990年代KPMはもう一度強く製作所の文化的な手工芸術的な伝統に戻ることを再考した。花瓶のコレクションでの成功後1996年KPMは、イタリアのデザイナー、エンツォ・マリと協力をして食器セットBerlinベルリンを製作した。1998年から2003年記念建築物保護の観点からベルリン、ティアガルテンのKPMの社屋が建築家ゲルカン・マルクらにより修復された。生産技術上最先端のレベルとなった。数度となく民営化の試みの後、ベルリンの銀行家イェルク・ヴォルトマンが2006年唯一の株主として王立磁器製陶所を収得しました。同時にKPMは、歴史のある環状部屋の窯の講堂に販売ギャラリーを開店し、KPMは、更にベルリン、ポツダム、ハンブルク、ケルンに直営店を出した。2007年に製陶所はKPMの世界、体験展示をKPMの一角に開園しその磁器の歴史を常設し現在の手作りの磁器製作を公開している。
高級ブランド、ボッテガ・ヴェネタやブガッティ・オートモビルとのコラボレーションを行っている。2011年には、KPMは、KPMの磁器、特にコバルトブルーの線状の模様をブガッテ・ヴェイロン グランドスポーツ „L’Or Blanc“に外装の一部と内装として施した。2012年には、ブガッティ・ヴェイロングランドスポーツ  „Wei Long“竜のモチーフとしてKPMの磁器を使用した。
2013年にはKPMは、250周年を記念して、ベルリンの3か所でKPM250年の磁器の歴史と磁器様式の大展示会を2013年9月19日から2014年1月26日まで行った。ブレーハン博物館では、アールヌーボーとアールデコの期間KPMの磁器への誘いというタイトルのもとで展示を行った。シャルロッテンブルク]では、KPM –形状、使用、蒐集という展示を行った。KPMの世界展では、特別展示で「王立磁器製陶所ベルリン-1763年から2013年-」というテーマで、18の個人収集から300の磁器芸術作品を製陶所の作品様式に従い期間ごとに概観的に展示を行った。

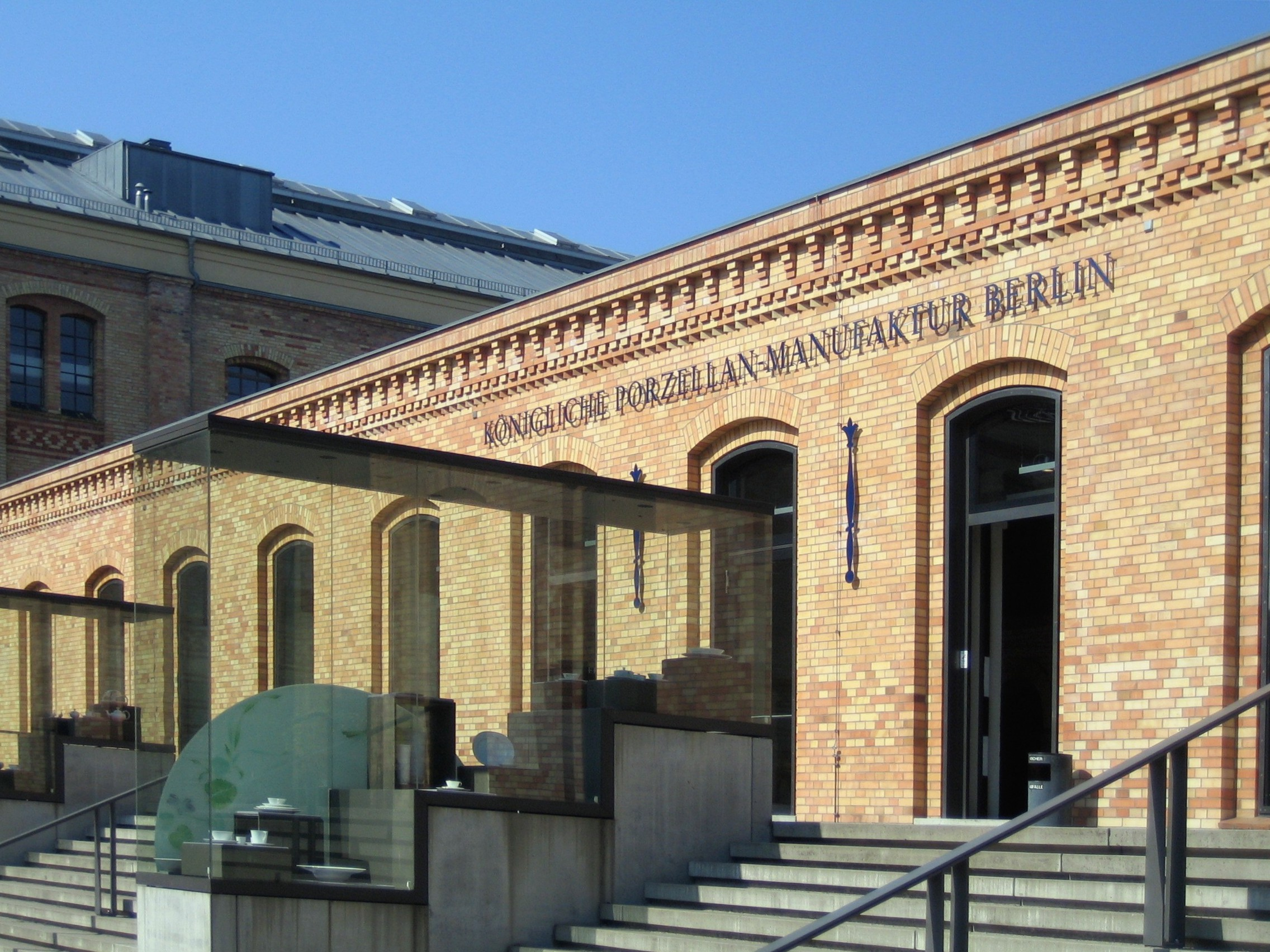
昔の窯の講堂の内のショーケース
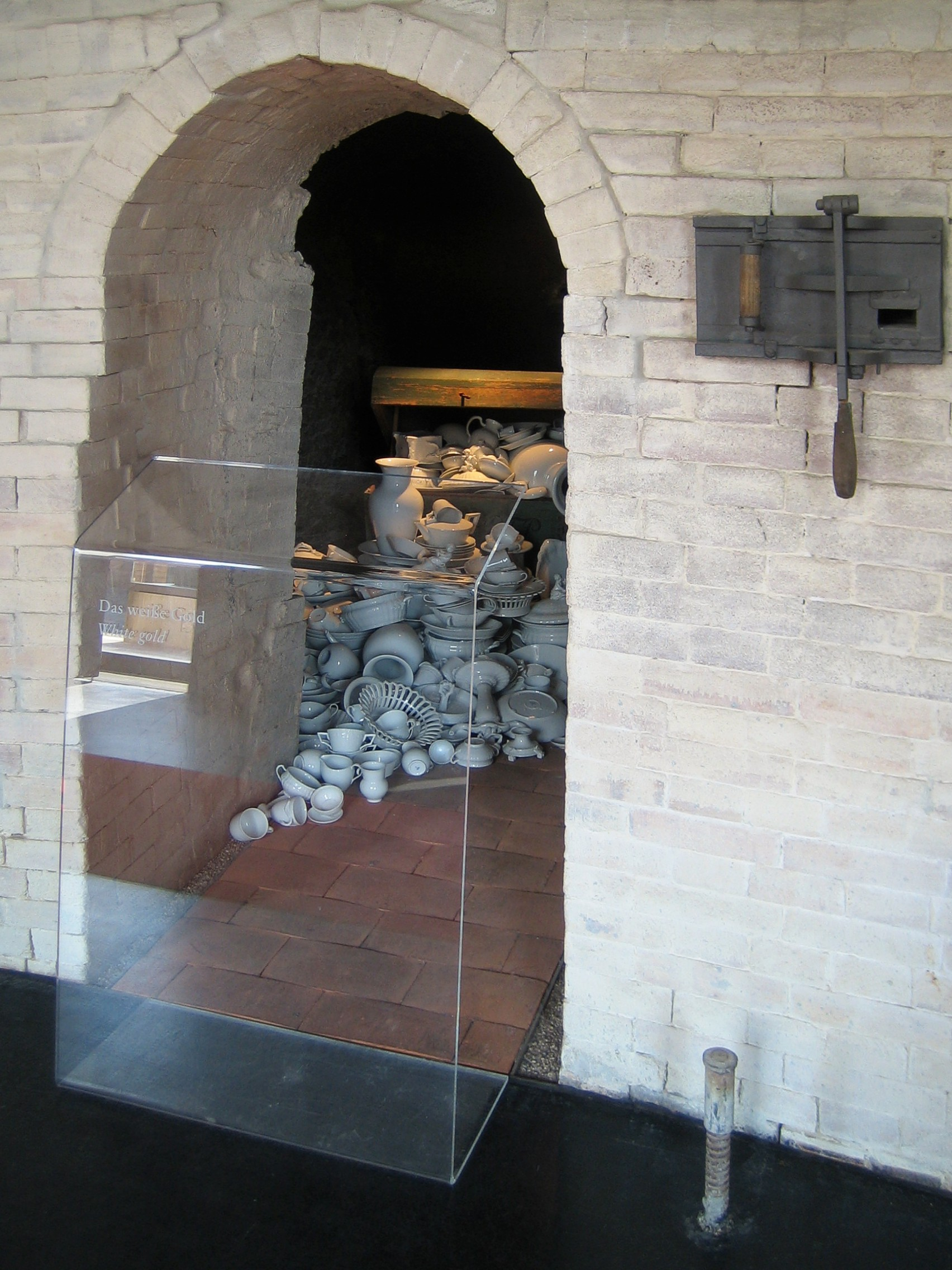
昔の燃焼炉部屋と装飾
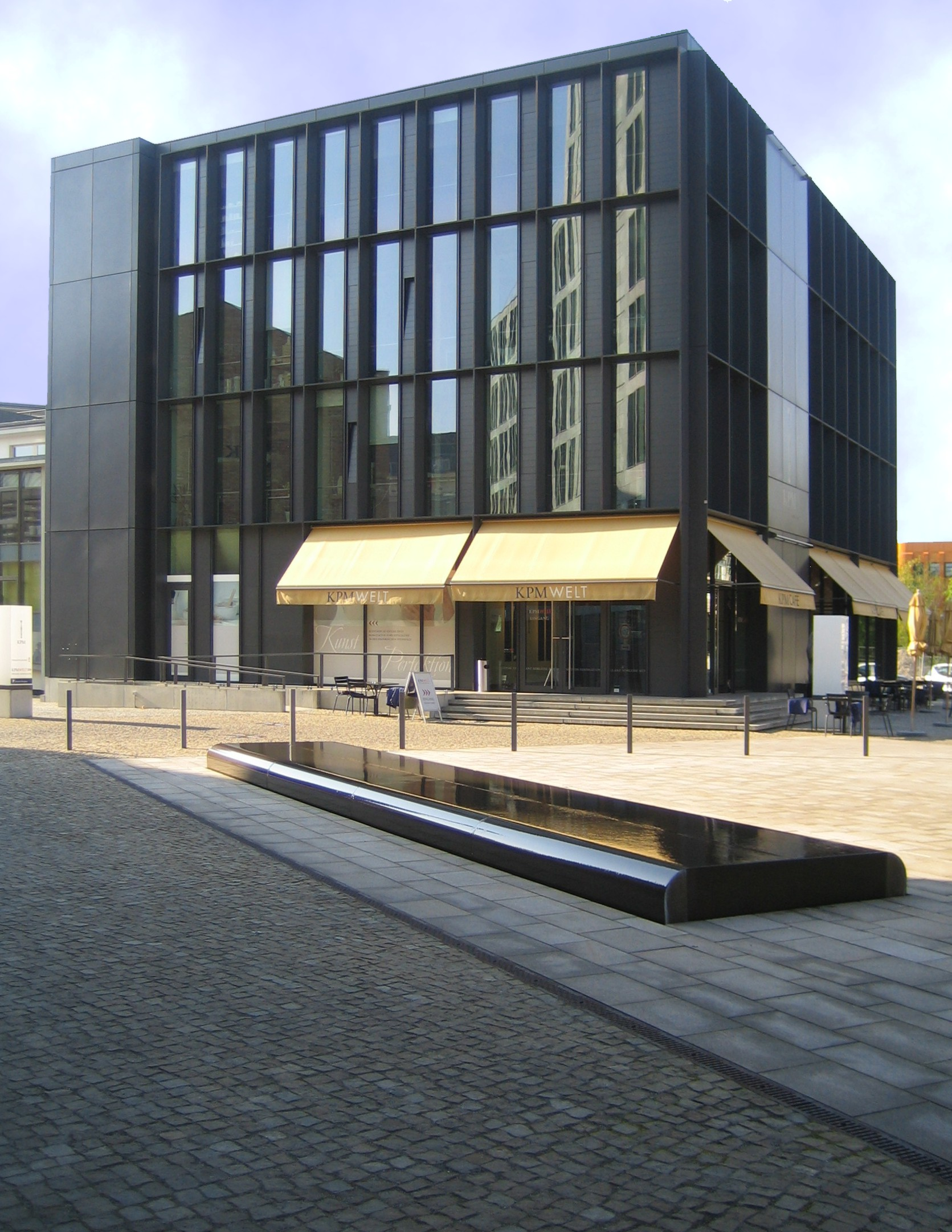
喫茶店と展示部屋のある新建屋
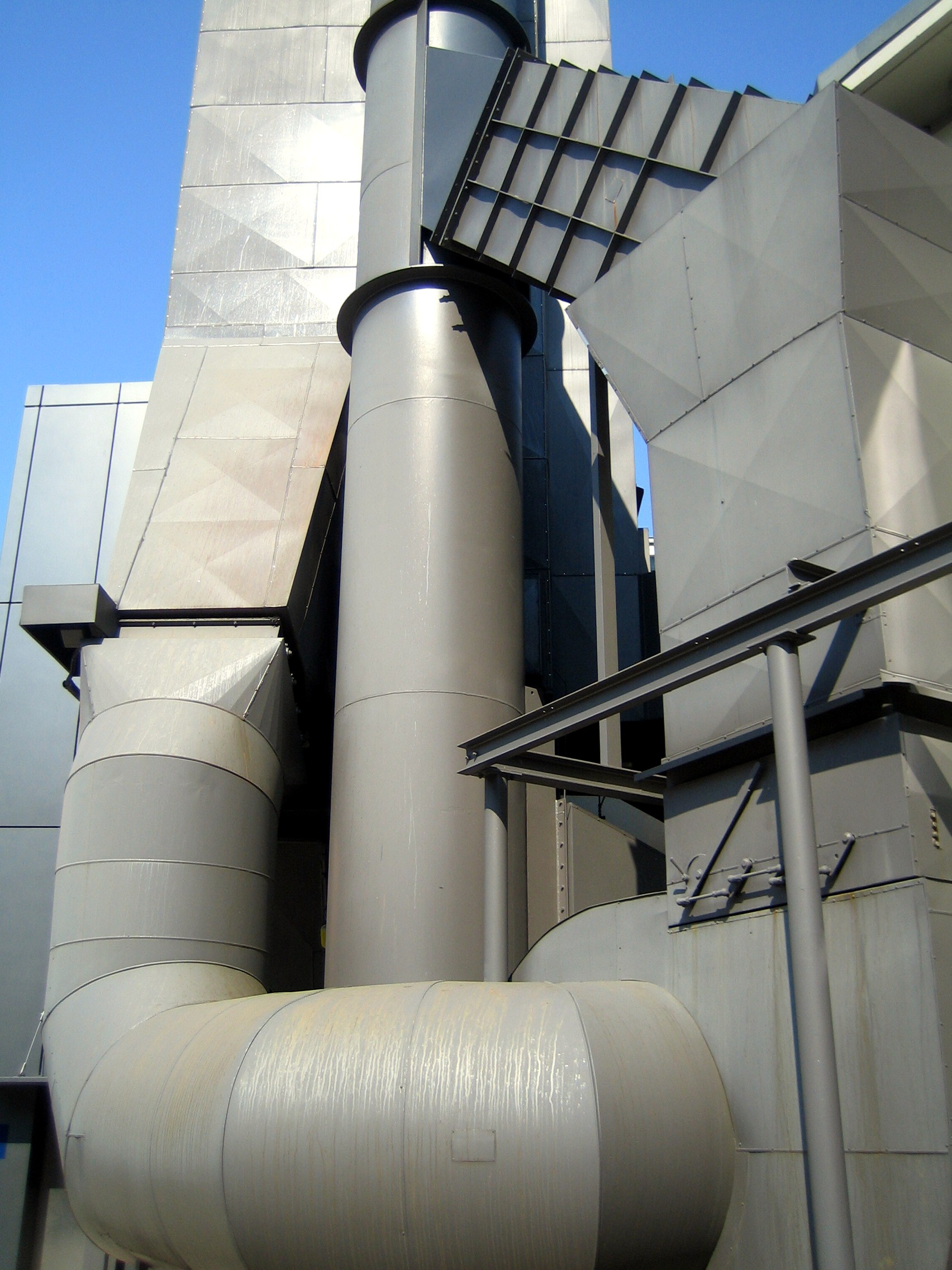
換気施設の詳細